# Mechthild Curtius
Mechthild Elisabeth Curtius (* 11. Februar 1939 in Kassel; auch Mechthild Curtius-Hauke; geborene Wittig) ist  eine deutsche Schriftstellerin und Literaturwissenschaftlerin.

## Leben
Seit ihrem 16. Lebensjahr betätigte sie sich als Werkschülerin und Werkstudentin mit Arbeiten in Fabriken, Büros, Bank, Bars, Universitäts-Bibliothek. Schließlich absolvierte sie in Marburg an der Lahn ein Studium der Germanistik, Romanistik, Ethnosoziologie und Kunstgeschichte. Als Literaturwissenschaftlerin schrieb sie theoretische Bücher und Essays. 1971 promovierte sie mit einer Arbeit über Elias Canetti. 1982 erschien ihre Habilitation über „Erotische Utopien bei Thomas Mann“.
Sie hat eine Tochter und einen Sohn und lebt in Marburg.
Ihre Hauptthemen sind Ästhetik der Kreativität, Wahrnehmen und Erinnern, Landschaft als Schöpfungsmetapher. Bücher veröffentlichte sie u. a. in den Verlagen Bouvier, Europäische Verlagsanstalt, Suhrkamp, Insel, Benziger, Athenäum, S. Fischer, Schöningh, Aufbau. Zu ihren Arbeiten zählen auch Landschafts- und Literatur-Sendungen (Text und Regie) in der ARD, sowie Essays und Erzählungen in Anthologien und Literaturzeitschriften.

## Werke (Auswahl)
- Mode und Gesellschaft, Europäische Verlagsanstalt 1971/1973.
- Theorien der künstlerischen Produktivität, Suhrkamp 1975.
- Wasserschierling, Geschichten, Insel 1979.
- Jelängerjelieber, Roman, Benziger 1983.
- Neiße und Pleiße, Roman, Aufbau 1999.

## Preise und Auszeichnungen
- 1983 Würzburger Literaturpreis
- 1988 Drehbuchpreis des Kultusministers von Nordrhein-Westfalen (gemeinsam mit Olaf Hauke)
- 1989 Georg-Christoph-Lichtenberg-Preis für Literatur
- 1996 Main-Kinzig-Kulturpreis
- 2001 Writer in Residence der Stadt Graz
- 2002 Moldaustipendium